# Merionoeda laticornis
Merionoeda laticornis är en skalbaggsart som beskrevs av Holzschuh 1991. Merionoeda laticornis ingår i släktet Merionoeda och familjen långhorningar. Inga underarter finns listade i Catalogue of Life.